# جورج لوروا هيل
جورج لوروا هيل (بالإنجليزية: George Leroy Hill)‏ هو منافس ألعاب قوى أمريكي، ولد في 17 أبريل 1901 في لانسفورد في الولايات المتحدة، وتوفي في 18 يناير 1992.

## وصلات خارجية
- جورج لوروا هيل على موقع أوليمبيديا (الإنجليزية)